# 秘鲁最高法院

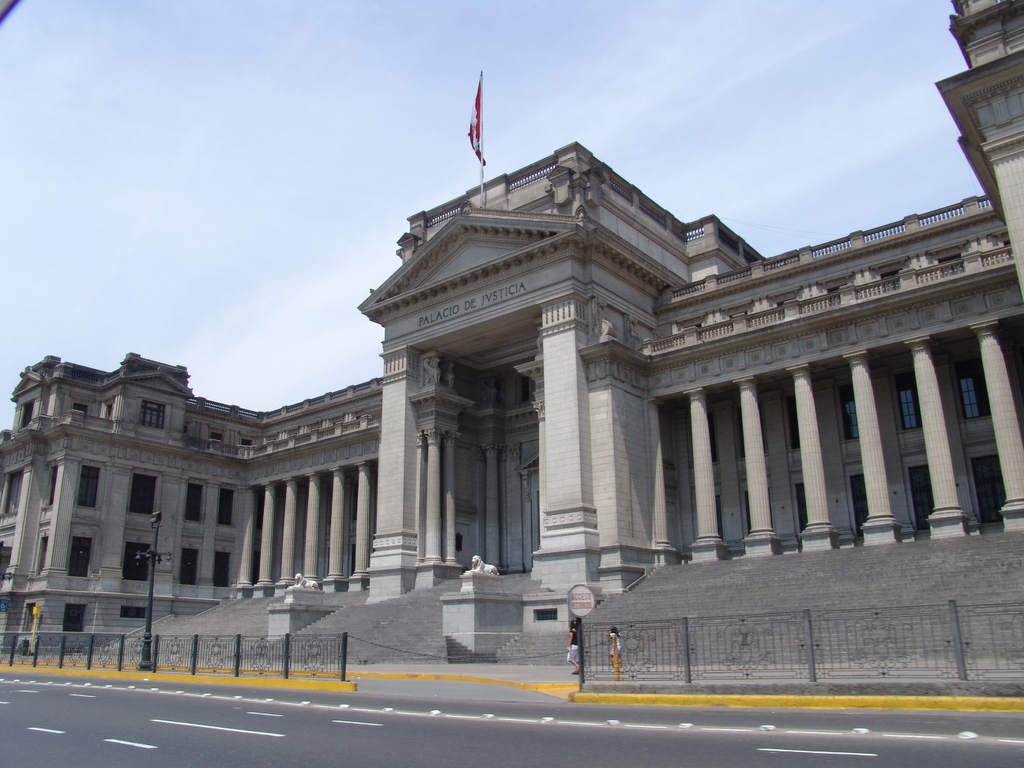
位于利马的秘鲁最高法院总部

秘鲁最高法院（西班牙語：Corte Suprema de Justicia de la República del Perú）是秘鲁的最高审判机关，对秘鲁全国拥有司法管辖权，总部位于首都利馬。
秘鲁最高法院特别法庭曾于2009年4月7日以践踏人权罪对前总统阿爾韋托·藤森（Alberto Kenya Fujimori，藤森謙也）判处25年监禁，这也是拉美地区首次在本国以人权罪名对民选总统进行审判。